# فهرست قسمت‌های هوملند
هوملند یک مجموعهٔ تلویزیونی آمریکایی در ژانر هیجان روانی است که توسط هاوارد گوردون و الکس گانسا و مبتنی بر مجموعهٔ اسرائیلی اسیر جنگی تولیدشده‌است و توسط شبکهٔ شوتایم نمایش داده شد. این مجموعه با نقش‌آفرینی کلیر دنس در نقش کری متیسون، افسر عملیاتی سیا که معتقد است سرباز نیروی دریایی آزاد شده‌ی آمریکایی به سمت دشمن، القاعده متمایل شده‌است تا به امنیت ملی صدمه وارد نماید. این مجموعه در ۲ اکتبر ۲۰۱۱ پخش شد و در ۲۶ آوریل ۲۰۲۰ به پایان رسید.

## دید کلی مجموعه
| فصل | فصل | قسمت‌ها | روز نمایش       | روز نمایش      | تاریخ انتشار دی‌وی‌دی و بلوری | تاریخ انتشار دی‌وی‌دی و بلوری | تاریخ انتشار دی‌وی‌دی و بلوری |
| فصل | فصل | قسمت‌ها | قسمت اول        | قسمت نهایی     | ناحیه ۱                     | ناحیه ۲                     | ناحیه ۴                     |
| --- | --- | ------ | --------------- | -------------- | --------------------------- | --------------------------- | --------------------------- |
|     | ۱   | ۱۲     | ۲ اکتبر ۲۰۱۱    | ۱۸ دسامبر ۲۰۱۱ | ۲۸ اوت ۲۰۱۲                 | ۱۰ سپتامبر ۲۰۱۲             | ۱۹ سپتامبر ۲۰۱۲             |
|     | ۲   | ۱۲     | ۳۰ سپتامبر ۲۰۱۲ | ۱۶ دسامبر ۲۰۱۲ | ۱۰ سپتامبر ۲۰۱۳             | ۲۳ سپتامبر ۲۰۱۳             | ۱۲ سپتامبر ۲۰۱۳             |
|     | ۳   | ۱۲     | ۲۹ سپتامبر ۲۰۱۳ | ۱۵ دسامبر ۲۰۱۳ | ۹ سپتامبر ۲۰۱۴              | ۸ سپتامبر ۲۰۱۴              | ۲۴ سپتامبر ۲۰۱۴             |
|     | ۴   | ۱۲     | ۵ اکتبر ۲۰۱۴    | ۱۴ دسامبر ۲۰۱۴ | —                           | —                           | —                           |

## فهرست قسمت‌ها

### فصل اول
| #  | عنوان           | کارگردان      | نویسنده                                                                                      | روز نمایش                    | بینندگان آمریکایی (میلیون) |
| -- | --------------- | ------------- | -------------------------------------------------------------------------------------------- | ---------------------------- | -------------------------- |
| ۱  | "پایلوت"        | مایکا کوئستا  | هاوارد گوردون، الکس گانسا، گیدئون راف                                                        | ۲ اکتبر ۲۰۱۱ (۱۰ مهر ۱۳۹۰)   | ۱.۰۸                       |
| ۲  | "بخشش"          | مایکا کوئستا  | داستان از الکس گانسا تلویزیونی شده توسط: الکساندر کری                                        | ۹ اکتبر ۲۰۱۱ (۱۷ مهر ۱۳۹۰)   | ۰.۹۴                       |
| ۳  | "پوست تمیز"     | دان اتیاس     | چیپ جانسن                                                                                    | ۱۶ اکتبر ۲۰۱۱ (۲۴ مهر ۱۳۹۰)  | ۱.۰۸                       |
| ۴  | "سمپر ۱"        | جفری ناچمانوف | هاوارد گوردون و الکس گانسا                                                                   | ۲۳ اکتبر ۲۰۱۱ (۱ آبان۱۳۹۰)   | ۱.۱۰                       |
| ۵  | "نقطه‌ی کور"     | کلارک جانسون  | الکساندر کری                                                                                 | ۳۰ اکتبر ۲۰۱۱ (۸ آبان۱۳۹۰)   | ۱.۲۸                       |
| ۶  | "سرباز خوب"     | براد ترنر     | هنری برامل                                                                                   | ۶ نوامبر ۲۰۱۱ (۱۵ آبان۱۳۹۰)  | ۱.۳۳                       |
| ۷  | "تعطیلات"       | مایکل کوئستا  | مردیت ستیهم                                                                                  | ۱۱ نوامبر ۲۰۱۱ (۲۰ آبان۱۳۹۰) | ۱.۴۲                       |
| ۸  | "پاشنه‌ی آشیل"   | تاکر گیتس     | چیپ جانسون                                                                                   | ۲۰ نوامبر ۲۰۱۱ (۲۹ آبان۱۳۹۰) | ۱.۲۰                       |
| ۹  | "تقاطع"         | جفری ناچمانوف | الکساندر کرای                                                                                | ۲۷ نوامبر ۲۰۱۱ (۶ آذر ۱۳۹۰)  | ۱.۳۵                       |
| ۱۰ | "جایگزین برودی" | کلارک جانسون  | مردیت استیم و چیپ جانسون                                                                     | ۲۷ نوامبر ۲۰۱۱ (۶ آذر ۱۳۹۰)  | ۱.۲۲                       |
| ۱۱ | "جلیقه"         | کلارک جانسون  | مردیت ستیهم                                                                                  | ۱۱ دسامبر ۲۰۱۱ (۲۰ آذر ۱۳۹۰) | ۱.۳۲                       |
| ۱۲ | "مارین وان"     | مایکا کوئستا  | داستان از :الکس گانسا، هاوارد گوردون ، تغییر برای نمایش در تلویزیون: آلکس گانسا و چیپ جانسون | ۱۸ دسامبر ۲۰۱۱ (۲۷ آذر ۱۳۹۰) | ۱.۷۱                       |

### فصل دوم
| قسمت | #  | عنوان                  | کارگردانی توسط   | نگارش توسط                                                          | تاریخ اصلی نمایش | تولید کد  | بیینده (آمریکا) (میلیون) |
| ---- | -- | ---------------------- | ---------------- | ------------------------------------------------------------------- | ---------------- | --------- | ------------------------ |
| ۱۳   | ۱  | «آن لبخند»             | مایکل کوئستا     | الکس گانسا و هاوارد گوردون                                          | ۳۰ سپتامبر ۲۰۱۲  | 2WAH01    | ۱.۷۴                     |
| ۱۴   | ۲  | «بیروت بازگشته»        | مایکل کویستا     | چیپ جانسون                                                          | ۷ اکتبر ۲۰۱۲     | 2WAH02    | 1.48                     |
| ۱۵   | ۳  | «حالت مستقل»           | لاج کریجان       | الکساندر کاری                                                       | ۱۴ اکتبر ۲۰۱۲    | اعلان‌نشده | 1.48                     |
| ۱۶   | ۴  | «رایحهِ جدیدِ ماشین»     | دیوید اسمل       | مردیت استیهم                                                        | ۲۱ اکتبر ۲۰۱۲    | 2WAH05    | ۱.۷۵                     |
| ۱۷   | ۵  | «پ و پ (پرسش و پاسخ)»  | لزلی لینکا گراتر | هنری برومل                                                          | ۲۸ اکتبر ۲۰۱۲    | 2WAH05    | ۲.۰۷                     |
| ۱۸   | ۶  | «آدرسی در گاستبرگ»     | گای فرلند        | چیپ جانسون                                                          | ۴ نوامبر ۲۰۱۲    | 2WAH06    | ۱.۷۴                     |
| ۱۹   | ۷  | «پاکسازی»              | جان دال          | مردیت استیهم                                                        | ۱۱ نوامبر ۲۰۱۲   | 2WAH07    | ۱.۹۱                     |
| ۲۰   | ۸  | «من میروم (پروازکنان)» | مایکل کوئستا     | داستان از : هاوارد گوردون، چیپ جانسون فیلمنامه شده توسط: چیپ جانسون | ۱۸ نوامبر ۲۰۱۲   | 2WAH08    | ۱.۸۷                     |
| ۲۱   | ۹  | دو کلاه                | دن اَتیاس         | الکساندر کاری                                                       | ۲۵ نوامبر ۲۰۱۲   | 2WAH09    | ۲.۰۲                     |
| ۲۱   | ۱۰ | «قلبهای شکسته»         | گای فرلند        | هنری برومل                                                          | ۲ دسامبر ۲۰۱۲    | 2WAH10    | ۲.۲۰                     |
| ۲۳   | ۱۱ | به یادش                | جرمی پودسوا      | چیپ جانسون                                                          | ۹ دسامبر ۲۰۱۲    | 2WAH11    | ۲.۳۶                     |
| ۲۳   | ۱۲ | «انتخاب»               | مایکل کوئستا     | الکس گانسا، مردیت استیهم                                            | ۱۶ دسامبر ۲۰۱۲   | 2WAH12    | ۲.۲۹                     |

## فصل سوم
| قسمت. | #  | عنوان                           | کارگردان         | نویسنده                      | تاریخ نمایس     | کد تولید  | بیننده آمریکایی (میلیون) |
| ----- | -- | ------------------------------- | ---------------- | ---------------------------- | --------------- | --------- | ------------------------ |
| ۲۵    | ۱  | «مرد لاغر مرد»                  | لزلی لینکا گلاتر | آلکس گانسا، بابارا هال       | ۲۹ سپتامبر ۲۰۱۳ | ۳WAH01    | 1.88                     |
| ۲۶    | ۲  | «آه... اوه... اِه...»            | لزلی لینکا گلاتر | چیپ جانسون                   | ۶ اکتبر ۲۰۱۳    | اعلان‌نشده | 1.83                     |
| ۲۷    | ۳  | «برجِ دیوید»                     | کلارک جانسون     | هنری برومل ، ویلیام برومل    | ۱۳ اکتبر ۲۰۱۳   | اعلان‌نشده | 1.81                     |
| ۲۸    | ۴  | «آغازِ بازی»                     | دیوید نوتر       | جیمز یوشیمورا، آلکس گانسا    | ۲۰ اکتبر ۲۰۱۳   | اعلان‌نشده | 1.77                     |
| ۲۹    | ۵  | «بازیِ یوگا»                     | کلارک جانسون     | پاتریک هاربینسون             | ۲۷ اکتبر ۲۰۱۳   | اعلان‌نشده | 2.00                     |
| ۳۰    | ۶  | «همچنان مثبت»                   | لزلی لینکا گلاتر | الکساندر کری                 | ۳ نوامبر ۲۰۱۳   | اعلان‌نشده | 2.00                     |
| ۳۱    | ۷  | «Gerontion (شعر از تی‌اس الیوت)» | کارل فرانکلین    | چیپ جانسون                   | ۱۰ نوامبر ۲۰۱۳  | اعلان‌نشده | 1.85                     |
| ۳۲    | ۸  | «چرخ دستی قرمز»                 | سِث مَن            | آلکس گانسا و یوشیمورا        | ۱۷ نوامبر ۲۰۱۳  | اعلان‌نشده | 1.78                     |
| ۳۳    | ۹  | «آخرین چیزِ خوب»                 | جفری رِینر        | باربارا هال                  | ۲۴ نوامبر ۲۰۱۳  | اعلان‌نشده | 1.94                     |
| ۳۴    | ۱۰ | «شب بخیر»                       | کیت گوردون       | الکساندر کری، شارلوت استوت   | ۱ دسامبر ۲۰۱۳   | اعلان‌نشده | 2.06                     |
| ۳۵    | ۱۱ | «مردِ بزرگ در تهران»             | دنیل میناهان     | چیپ جانسون، پاتریک هاربینسون | ۸ دسامبر ۲۰۱۳   | اعلان‌نشده | 2.09                     |
| ۳۶    | ۱۲ | «ستاره»                         | لزلی لینکا گلاتر | آلکس گانسا و مردیت استیهم    | ۱۵ دسامبر ۲۰۱۳  | اعلان‌نشده | 2.38                     |

## فصل چهارم
| قسمت. در مجموعه | قسمت. در فصل | عنوان           | کارگردان  | نویسنده   | تاریخ پخش      | کدِ تولید  | بیننده (میلیون) |
| --------------- | ------------ | --------------- | --------- | --------- | -------------- | --------- | --------------- |
| 37              | 1            | «ملکهٔ پهپاد»    | اعلان‌نشده | اعلان‌نشده | ۵ اکتبر ۲۰۱۴   | اعلان‌نشده | ن/م             |
| 38              | 2            | [ ۵۹ ]          | اعلان‌نشده | اعلان‌نشده | ۵ اکتبر ۲۰۱۴   | اعلان‌نشده | ن/م             |
| 39              | 3            | «شلوار کامیز»   | اعلان‌نشده | اعلان‌نشده | ۱۲ اکتبر ۲۰۱۴  | اعلان‌نشده | ن/م             |
| 40              | 4            | «آهن گداخته»    | اعلان‌نشده | اعلان‌نشده | ۱۹ اکتبر ۲۰۱۴  | اعلان‌نشده | ن/م             |
| 41              | 5            | «درباره‌ٔ یک پسر» | اعلان‌نشده | اعلان‌نشده | ۲۶ اکتبر ۲۰۱۴  | اعلان‌نشده | ن/م             |
| 42              | 6            | اعلان‌نشده       | اعلان‌نشده | اعلان‌نشده | ۲ نوامبر ۲۰۱۴  | اعلان‌نشده | ن/م             |
| 43              | 7            | اعلان‌نشده       | اعلان‌نشده | اعلان‌نشده | ۹ نوامبر ۲۰۱۴  | اعلان‌نشده | ن/م             |
| 44              | 8            | اعلان‌نشده       | اعلان‌نشده | اعلان‌نشده | ۱۶ نوامبر ۲۰۱۴ | اعلان‌نشده | ن/م             |
| 45              | 9            | اعلان‌نشده       | اعلان‌نشده | اعلان‌نشده | ۲۳ نوامبر ۲۰۱۴ | اعلان‌نشده | ن/م             |
| 46              | 10           | اعلان‌نشده       | اعلان‌نشده | اعلان‌نشده | ۳۰ نوامبر ۲۰۱۴ | اعلان‌نشده | ن/م             |
| 47              | 11           | اعلان‌نشده       | اعلان‌نشده | اعلان‌نشده | ۷ دسامبر ۲۰۱۴  | اعلان‌نشده | ن/م             |
| 48              | 12           | اعلان‌نشده       | اعلان‌نشده | اعلان‌نشده | ۱۴ دسامبر ۲۰۱۴ | اعلان‌نشده | ن/م             |

## پیوند
- وبگاه رسمی
- هوملند – فهرست قسمت‌ها در بانک اطلاعات اینترنتی فیلم‌ها